# Shannon Hoon
Richard Shannon Hoon (Lafayette (Indiana), 26 september 1967 - New Orleans (Louisiana), 21 oktober 1995) was de leadzanger van de Amerikaanse band Blind Melon.

## Jeugd
Shannon groeide op in Lafayette samen met zijn zus Anna, broer Tim en zijn ouders Nel en Richard. Op school was hij een veelbelovend atleet maar hij verwierf ook lokale bekendheid door enkele arrestaties door zijn gedrag. Shannon begon steeds meer zijn middelnaam te gebruiken om verwarring met zijn vader, die ook Richard heet, te voorkomen. Hij studeerde af op McCutcheon High School in 1985. Na zijn studies werd hij lid van de lokale band Styff Kitten. Hoon schreef toen ook zijn eerste nummer 'Change'.

## Blind Melon
In 1989 verliet Hoon Lafayette en trok naar Los Angeles in de hoop het te maken in de muziekindustrie. In L.A. ontmoette Hoon Brad Smith, Rogers Stevens, Christopher Thorn en Glen Graham. Samen vormden zij Blind Melon. In 1991 tekende Blind Melon een platencontract bij Capitol Records.
In L.A. ontmoette Hoon ook Axl Rose van Guns N' Roses, een oude schoolvriend van zijn zus Anna. Rose nodigde Hoon uit in de studio en vroeg hem de backingvocals te zingen voor 'Don't cry'. Hoon is in de videoclip van dit nummer te zien aan de zijde van Rose. Dit was zijn eerste kennismaking met roem.
Omdat de bandleden zich niet thuis voelden in L.A. trokken ze terug weg uit de stad. Ze huurden samen een huis in Durham, North Carolina en gaven het huis de naam 'Sleepyhouse'. Daar woonden ze enkele maanden samen en schreven nummers voor hun debuutalbum. 1 daarvan is het nummer 'Sleepyhouse'.
In 1992 bracht Blind Melon hun debuutalbum 'Blind Melon' uit maar het succes bleef aanvankelijk uit ondanks de positieve kritieken. Om hun album te promoten begon Blind Melon te toeren en deed voorprogramma's voor onder meer Ozzy Osbourne, Neil Young, Guns N' Roses en Soundgarden. Naarmate ze meer succes kregen, begonnen ook de problemen met druggebruik, vooral voor Hoon.
Eind 1992 kwam 'No Rain' uit als single en het enorme succes ervan maakte van de leden van Blind Melon plots wereldsterren. De videoclip is opgebouwd rond het thema van de 'normale' massa en 'het buitenbeentje'. Dat buitenbeentje is in de clip een mollig meisje in een bijenpakje ('bee girl') dat tapdanst en uitgejouwd wordt door haar publiek. Bee girl werd enorm populair en zorgde er mee voor dat het debuutalbum van Blind Melon multi-platina behaalde.
De volgende 2 jaar bestonden vooral uit toeren maar die werden frequent onderbroken door de arrestaties en verblijven in ontwenningsklinieken van Hoon. Tegen die tijd had Hoon al een groot drugprobleem en werd zijn gedrag steeds meer bizar. In 1993 werd hij gearresteerd voor openbare zedenschennis omdat hij zich uitkleedde en urineerde tijdens een show in Vancouver en in 1994 omdat hij een veiligheidsagent aanviel. In de zomer van 1995 kwam hun volgend album 'Soup' uit.

## Vaderschap
Op 11 juli 1995 kreeg Shannon Hoon samen met zijn vriendin Lisa, met wie hij 10 jaar samen was, een dochter. Ze gaven het meisje de naam Nico Blue Hoon. Deels naar de zangeres Nico en deels omdat het zijn favoriete bloem was. Hoon liet zich na de geboorte opnieuw opnemen in een ontwenningskliniek.

## Overlijden
Omdat de band moest gaan toeren om het nieuwe album te promoten kon Hoon een akkoord bereiken zodat hij vroeger uit de kliniek weg mocht. Zijn therapeut ging mee met de tourbus. Die kon hem echter niet op het rechte pad houden en werd na een maand ontslagen. Daarna escaleerde Hoon's druggebruik.
Op zaterdag 21 oktober 1995 werd Shannon Hoon door een roadie in de tourbus gevonden. Hij overleed aan een overdosis cocaïne. Hij werd slechts 28 jaar. Hoon werd begraven op het kerkhof van Dayton, Indiana. Op zijn grafsteen staat een stuk tekst uit zijn eerste nummer 'Change':
I know we can't all stay here forever
So I want to write my words on the face of today
And they 'll paint it

## Jaarlijkse wake
Jaarlijks op de zaterdag het dichtst bij 26 september (Shannon's verjaardag) komen familie, vrienden en fans van over de hele wereld samen bij zijn graf om zijn muziek en leven te vieren.
Op zondag is er dan in de buurt ook nog Vigilstock, een klein festival met verschillende groepen die optreden ter ere van Shannon. Alles wordt voornamelijk georganiseerd door Shannons moeder Nel, met de hulp van vrienden en fans.

## Nico
Op 12 november 1996 bracht Blind Melon hun laatste album met Shannon Hoon uit. Het album heet 'Nico' en is een eerbetoon aan zijn dochter. De opbrengsten van dat album gaan naar zijn dochter en naar organisaties zoals MAP (Musicians Assistance Program) die muzikanten met drugs- en alcoholproblemen begeleiden.
Ze brachten ook een video genaamd 'Letters From A Porcupine' uit. Die werd op 25 februari 1998 genomineerd voor een Grammy Award.

## Trivia
- Shannon had verscheidene tatoeages. Een daarvan was een gedicht dat zijn betovergrootmoeder Blanche Bridge op 11 februari 1884 geschreven heeft. Het stond op zijn linker voorarm. De tekst werd ook gebruikt in het nummer 'Carseat/God's Presents' op het album 'Soup'.
- Op zijn bovenarm had Shannon een tatoeage met een wereldbol met de woorden 'Eye and Mind'. Het betekent 'you have to have an eye to see what's wrong with the world and a mind to change it'.
- Chris Cornell van Soundgarden droeg een halsketting die Shannon voor hem gemaakt had. Het was een gebogen vork en is onder andere te zien in de videoclip van 'Black Hole Sun'.
- De nieuwe leadzanger van Blind Melon, Travis Warren, heeft op zijn rug een grote tatoeage met de beeltenis van Shannon.
- Op 7 november 2008 werd de samenwerking met Travis Warren, leadzanger sinds 2006, stopgezet na onderlinge spanningen met de andere bandleden. In 2010 voegde Travis zich echter weer bij de band. Tot op heden is de band nog actief, in 2020 hebben zij aangegeven geen albums meer uit te zullen brengen omdat zij dat niet meer vinden passen in de huidige tijd, in plaats daar van willen zij sporadisch singles uit blijven brengen. Het idee erachter is dat het leuker is om elke twee maanden een nieuw nummer te horen dan eens in de twee jaar een album.